# Nobitz
Nobitz é um município da Alemanha localizado no distrito de Altenburger Land, estado da Turíngia.

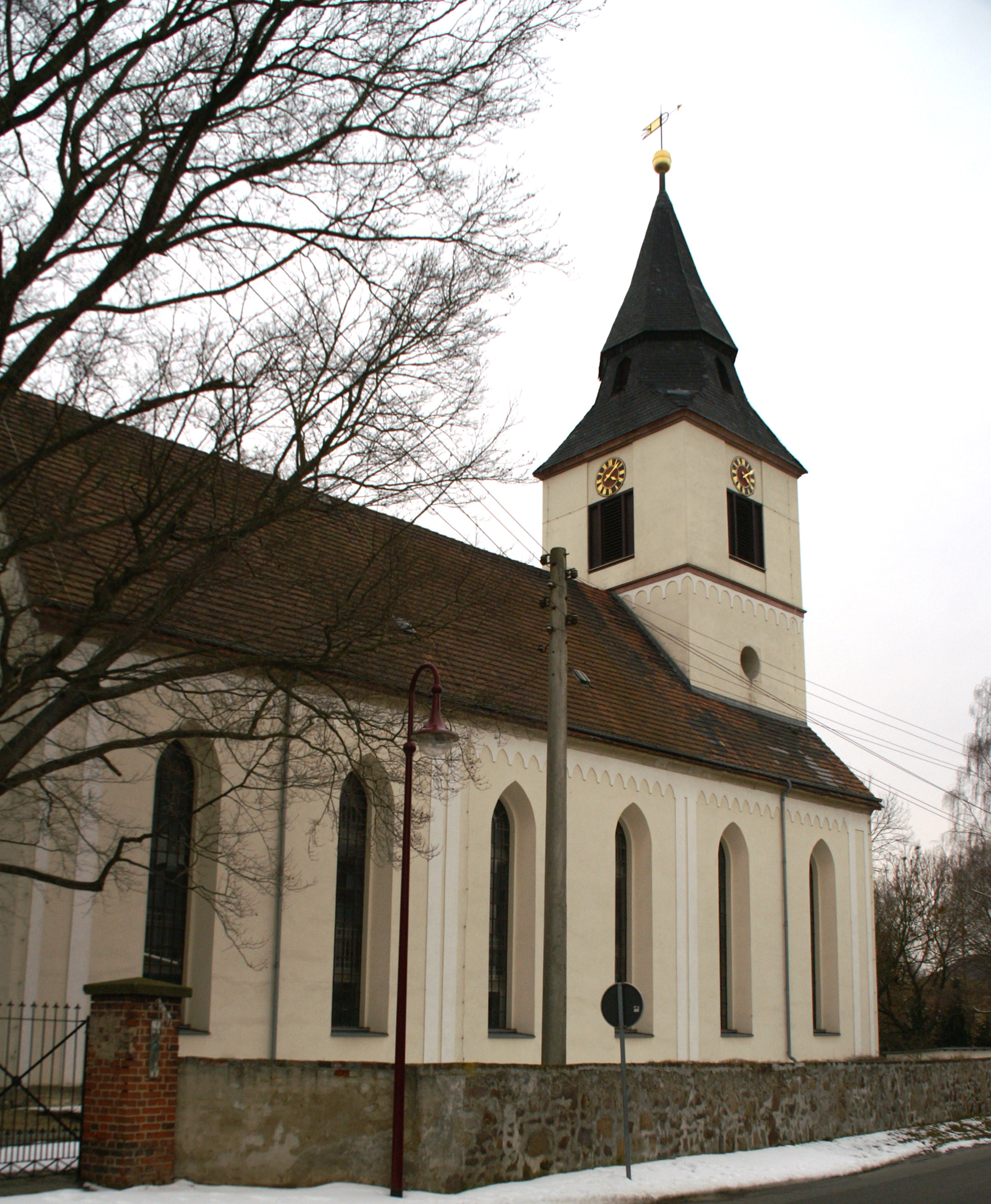
Igreja em Nobitz